# Чемпионат Европы по спортивной акробатике 1978
1-й чемпионат Европы по спортивной акробатике состоялся в городе Рига (СССР) в мае 1978 года.

## Результаты

### Мужские акробатические прыжки

#### Многоборье
| Ранг | Гимнаст        | Страна   | Очки  |
| ---- | -------------- | -------- | ----- |
| 1    | Вадим Биндлер  | СССР     | 39,03 |
| 2    | Пламен Евтимов | Болгария | 38,52 |
| 3    | Анджей Гарстка | Польша   | 38,12 |

#### Первое упражнение
| Ранг | Гимнаст           | Страна   | Очки  |
| ---- | ----------------- | -------- | ----- |
| 1    | Александр Марейдо | СССР     | 19,56 |
| 2    | Пламен Евтимов    | Болгария | 19,16 |
| 3    | Анджей Гарстка    | Польша   | 18,96 |

#### Второе упражнение
| Ранг | Гимнаст        | Страна   | Очки  |
| ---- | -------------- | -------- | ----- |
| 1    | Вадим Биндлер  | СССР     | 19,50 |
| 2    | Пламен Евтимов | Болгария | 19,40 |
| 3    | Анджей Гарстка | Польша   | 19,13 |

### Мужские пары

#### Многоборье
| Ранг | Гимнасты                            | Страна   | Очки  |
| ---- | ----------------------------------- | -------- | ----- |
| 1    | Владимир Алиманов, Владимир Назаров | СССР     | 39,26 |
| 2    | Димитр Русанов, Петко Петков        | Болгария | 38,55 |
| 3    | Адам Клиш, Кшиштоф Оленьджинский    | Польша   | 38,36 |

#### Баланс
| Ранг | Гимнасты                            | Страна   | Очки  |
| ---- | ----------------------------------- | -------- | ----- |
| 1    | Владимир Алиманов, Владимир Назаров | СССР     | 19,56 |
| 2    | Димитр Русанов, Петко Петков        | Болгария | 19,23 |
| 3    | Адам Клиш, Кшиштоф Оленьджинский    | Польша   | 18,20 |

#### Темп
| Ранг | Гимнасты                            | Страна   | Очки  |
| ---- | ----------------------------------- | -------- | ----- |
| 1    | Владимир Алиманов, Владимир Назаров | СССР     | 19,40 |
| 2    | Димитр Русанов, Петко Петков        | Болгария | 19,20 |
| 2    | Адам Клиш, Кшиштоф Оленьджинский    | Польша   | 19,20 |

### Мужские группы

#### Многоборье
| Ранг | Гимнасты                                                       | Страна   | Очки  |
| ---- | -------------------------------------------------------------- | -------- | ----- |
| 1    | Юрий Дерепа, Юрий Кашуба, Николай Артемчик, Владимир Малютин   | СССР     | 38,88 |
| 2    | Славомир Халада, Богдан Зайонц, Войцех Швечик, Лешек Антонович | Польша   | 38,53 |
| 3    | Димитр Дмитров, Вичо Колев, Эмил Ангелов, Юрий Индов           | Болгария | 37,83 |

#### Первое упражнение
| Ранг | Гимнасты                                         | Страна   | Очки  |
| ---- | ------------------------------------------------ | -------- | ----- |
| 1    | Ю. Дерепа, Ю. Кашуба, Н. Артемчик, В. Малютин    | СССР     | 19,56 |
| 2    | С. Халада, Б. Зайонц, В. Швечик, Лешек Антонович | Польша   | 19,20 |
| 3    | Д. Дмитров, В. Колев, Э. Ангелов, Ю. Индов       | Болгария | 18,73 |

#### Второе упражнение
| Ранг | Гимнасты                                         | Страна   | Очки  |
| ---- | ------------------------------------------------ | -------- | ----- |
| 1    | Юрий Дерепа, Ю. Кашуба, Н. Артемчик, В. Малютин  | СССР     | 19,52 |
| 2    | С. Халада, Б. Зайонц, В. Швечик, Лешек Антонович | Польша   | 19,40 |
| 3    | Д. Дмитров, В. Колев, Э. Ангелов, Ю. Индов       | Болгария | 19,16 |

### Женские акробатические прыжки

#### Многоборье
| Ранг | Гимнаст            | Страна | Очки  |
| ---- | ------------------ | ------ | ----- |
| 1    | Валентина Чухарева | СССР   | 38,79 |
| 2    | Гражина Космола    | Польша | 37,92 |
| 3    | Людмила Цыганова   | СССР   | 37,86 |

#### Первое упражнение
| Ранг | Гимнаст            | Страна | Очки  |
| ---- | ------------------ | ------ | ----- |
| 1    | В. Чухарева        | СССР   | 19,50 |
| 2    | Л. Цыганова        | СССР   | 19,40 |
| 3    | Элжбета Кшепковска | Польша | 19,16 |

#### Второе упражнение
| Ранг | Гимнаст     | Страна | Очки  |
| ---- | ----------- | ------ | ----- |
| 1    | В. Чухарева | СССР   | 19,43 |
| 2    | Л. Цыганова | СССР   | 19,16 |
| 3    | Г. Космола  | Польша | 18,93 |

### Женские пары

#### Многоборье
| Ранг | Гимнасты                             | Страна   | Очки  |
| ---- | ------------------------------------ | -------- | ----- |
| 1    | Надежда Тищенко, Маргарита Кухаренко | СССР     | 39,22 |
| 2    | Ева Андершевска, Ева Руцка           | Польша   | 38,59 |
| 3    | Стефка Генчева, Таня Христова        | Болгария | 37,69 |

#### Первое упражнение
| Ранг | Гимнасты                   | Страна   | Очки  |
| ---- | -------------------------- | -------- | ----- |
| 1    | Н. Тищенко, М. Кухаренко   | СССР     | 19,62 |
| 2    | С. Генчева, Т. Христова    | Болгария | 19,36 |
| 3    | Ева Андершевска, Ева Руцка | Польша   | 19,33 |

#### Второе упражнение
| Ранг | Гимнасты                   | Страна   | Очки  |
| ---- | -------------------------- | -------- | ----- |
| 1    | Н. Тищенко, М. Кухаренко   | СССР     | 19,60 |
| 2    | С. Генчева, Т. Христова    | Болгария | 19,30 |
| 3    | Ева Андершевска, Ева Руцка | Польша   | 19,19 |

### Женские группы

#### Многоборье
| Ранг | Гимнасты                                          | Страна   | Очки  |
| ---- | ------------------------------------------------- | -------- | ----- |
| 1    | Татьяна Исаенко, Галина Удодова, Галина Корчемная | СССР     | 39,22 |
| 2    | Агата Островска, Беата Боровец, Алисия Лех        | Польша   | 38,19 |
| 3    | Мария Димитрова, Бонка Енчева, Валентина Станева  | Болгария | 37,72 |

#### Первое упражнение
| Ранг | Гимнасты                                         | Страна   | Очки  |
| ---- | ------------------------------------------------ | -------- | ----- |
| 1    | Т. Исаенко, Г. Удодова, Г. Корчемная             | СССР     | 19,56 |
| 2    | Мария Димитрова, Бонка Енчева, Валентина Станева | Болгария | 19,30 |
| 3    | А. Островска, Б. Воровец, А. Лех                 | Польша   | 19,26 |

#### Второе упражнение
| Ранг | Гимнасты                                         | Страна   | Очки  |
| ---- | ------------------------------------------------ | -------- | ----- |
| 1    | Т. Исаенко, Г. Удодова, Г. Корчемная             | СССР     | 19,66 |
| 2    | Мария Димитрова, Бонка Енчева, Валентина Станева | Болгария | 19,29 |
| 3    | А. Островска, Б. Воровец, А. Лех                 | Польша   | 19,26 |

### Смешанные пары

#### Многоборье
| Ранг | Гимнасты                            | Страна   | Очки  |
| ---- | ----------------------------------- | -------- | ----- |
| 1    | Татьяна Кривцова, Вячеслав Кузнецов | СССР     | 39,06 |
| 2    | Мария Нога, Иозеф Радонь            | Польша   | 38,48 |
| 3    | Цветомира Иорданова, Эмил Кристев   | Болгария | 38,35 |

#### Первое упражнение
| Ранг | Гимнасты                   | Страна   | Очки  |
| ---- | -------------------------- | -------- | ----- |
| 1    | Т. Кривцова, В. Кузнецов   | СССР     | 19,53 |
| 2    | М. Нога, Ю. Радонь         | Польша   | 19,22 |
| 3    | Ц. Иорданова, Эмил Кристев | Болгария | 19,19 |

#### Второе упражнение
| Ранг | Гимнасты                   | Страна   | Очки  |
| ---- | -------------------------- | -------- | ----- |
| 1    | Т. Кривцова, В. Кузнецов   | СССР     | 19,53 |
| 2    | Ц. Иорданова, Эмил Кристев | Болгария | 18,96 |
| 3    | М. Нога, Ю. Радонь         | Польша   | 17,33 |